# Nieuport 11
Nieuport 11, biệt danh Bébé, là một mẫu máy bay tiêm kích của Pháp trong Chiến tranh thế giới I.

## Biến thể
Nieuport 11
Nieuport 16

## Quốc gia sử dụng
Bỉ
- Không quân Bỉ

 Colombia
 Tiệp Khắc
 Pháp
- Aéronautique Militaire

 Italy
 Hà Lan
 Ba Lan
- Đơn vị Ba Lan trong Không quân Đế quốc Nga

 Romania
- Không quân Hoàng gia Romania

 Russian Empire
- Không quân Đế quốc Nga

 Serbia / ( Kingdom of Yugoslavia)
- Không quân Serbia

 Liên Xô
- Không quân Liên Xô

 Xiêm La
- Không quân Hoàng gia Thái Lan

 Ukraina
- Không quân Ukraina operated one aircraft only.

 Anh Quốc
- Quân đoàn Không quân Hoàng gia
- Cục Không quân Hải quân Hoàng gia

## Tính năng kỹ chiến thuật (Nie 11)

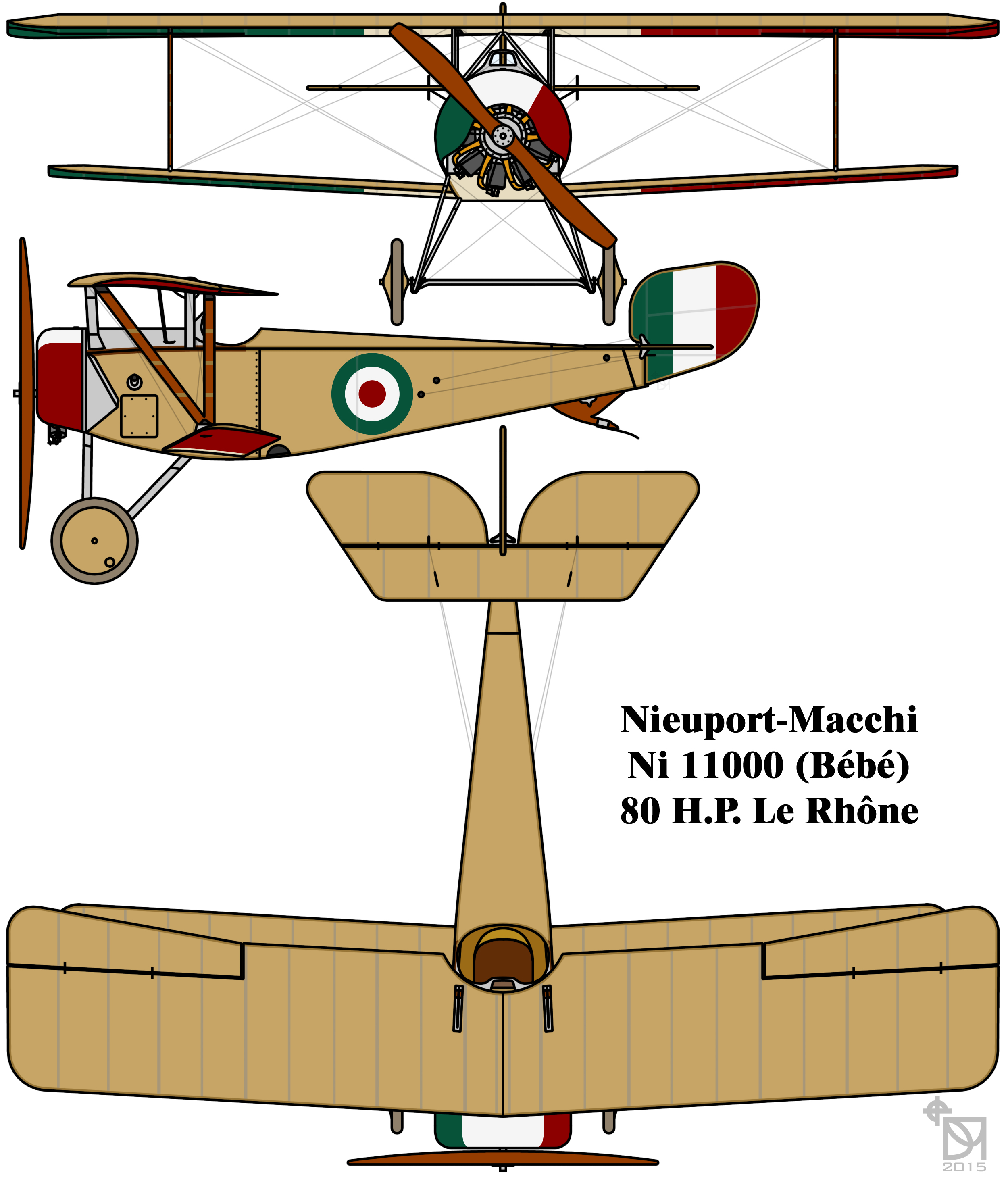
Nieuport-Macchi 11.000

Dữ liệu lấy từ "The Worlds Greatest Aircraft"
Đặc điểm tổng quát
- Kíp lái: 1
- Chiều dài: 5,8 m (19 ft 0 in)
- Sải cánh: 7,55 m (24 ft 9 in)
- Chiều cao: 2,4 m (7 ft 10.5 in)
- Diện tích cánh: 13 m² (140 ft²)
- Trọng lượng rỗng: 344 kg (759 lb)
- Trọng lượng có tải: 480 kg (1.058 lb)
- Trọng lượng cất cánh tối đa: 550 kg (1.213 lb)
- Động cơ: 1 × Gnome Lambda hoặc Le Rhone 9C, 59.6 kW (80 hp)

 Hiệu suất bay 
- Vận tốc cực đại: 156 km/h (97 mph)
- Tầm bay: 330 km (205 dặm)
- Trần bay: 4.600 m (15.090 ft)
- Vận tốc lên cao: 15 phút lên độ cao 3.000 m (9.840 ft)
- Công suất/trọng lượng: 1,49 kW/kg (0,09 hp/lb)

Trang bị vũ khí

- 1 × súng máy Hotchkiss hoặc Lewis